# 西布拉德福德 (英國國會選區)
西布拉德福德（英語：Bradford West），英國國會一自治市選區，包括英格蘭約克郡-亨伯西約克郡布拉德福德西部。
始於1885年，1918年被撤，1955年恢復。1974年以來是工黨佔上風的選區。2010年大選中1997年以來任當區議員的馬薩·辛格以45.3%選票連任成功。